# طاعون 664
طاعون 664 هو وباء أصاب الجزر البريطانية عام 664م، خلال وباء الطاعون الأول. كان أول وباء مسجل في تاريخ إنجلترا، وتزامن مع كسوف الشمس. أشارت إليه مصادر لاحقة باسم "الطاعون الأصفر عام 664" وقيل إنه استمر لمدة عشرين أو خمسة وعشرين عامًا، مما تسبب في انتشار الوفيات والاضطراب الاجتماعي والتخلي عن العقيدة الدينية. ربما كان المرض المسؤول هو الطاعون أو الجدري.
سبق الطاعون كسوف للشمس في 1 مايو 664 (حدث كسوف كلي بالفعل في 1 مايو 664 فوق أمريكا الشمالية بالقرب من لونغ آيلاند، ومن المحتمل أن يكون الكسوف الجزئي مرئيًا من أيرلندا). ذكر الكاتب المسيحي بيدا أيضًا الكسوف لكنه قال أنه حدث في 3 مايو. وزعمت المصادر الأيرلندية أن هناك أيضًا زلزالًا في بريطانيا وأن الطاعون وصل أيرلندا أولاً، وادعى بيدا أن الطاعون كان في البداية في جنوب بريطانيا ثم انتشر إلى الشمال.
وفقًا لأدومنان رئيس الدير والقديس الأيرلندي المعاصر، فقد أثر الطاعون في كل مكان في الجزر البريطانية باستثناء منطقة كبيرة في اسكتلندا الحديثة. واعتبر أدومان أن الطاعون هو عقاب إلهي على الخطايا، وكان يُعتقد أن البيكتيين والأيرلنديين الذين عاشوا في شمال بريطانيا العظمى قد نجوا من الطاعون بسبب شفاعة القديس كولومبا الذي أسس بينهم الأديرة. بينما أُصيب أدومنان شخصيًا بالطاعون.